# Chaveroche
Chaveroche (Chava Ròcha auf Okzitanisch) ist eine französische Gemeinde mit 272 Einwohnern (Stand 1. Januar 2022) im Département Corrèze in der Region Nouvelle-Aquitaine.

## Geografie
Die Gemeinde liegt im Zentralmassiv auf dem Plateau de Millevaches und somit auch im Regionalen Naturpark Millevaches en Limousin.
Tulle, die Präfektur des Départements, liegt ungefähr 65 Kilometer südwestlich, Égletons etwa 30 Kilometer südwestlich und Ussel rund 7 Kilometer südöstlich.
Nachbargemeinden von Chaveroche sind Saint-Pardoux-le-Vieux im Nordosten, Ussel im Osten, Saint-Angel im Süden, Alleyrat im Westen sowie Saint-Germain-Lavolps im Nordwesten.

### Verkehr
Der Ort liegt ungefähr zehn Kilometer nördlich der Abfahrt 23 der Autoroute A89.

## Wappen
Blasonierung: In Silber ein rotes Ankerkreuz.

## Einwohnerentwicklung
| Jahr      | 1962 | 1968 | 1975 | 1982 | 1990 | 1999 | 2007 | 2016 |
| Einwohner | 146  | 167  | 139  | 140  | 149  | 145  | 199  | 218  |

## Sehenswürdigkeiten
- Kirche Saint-Clair aus dem 14. Jahrhundert.

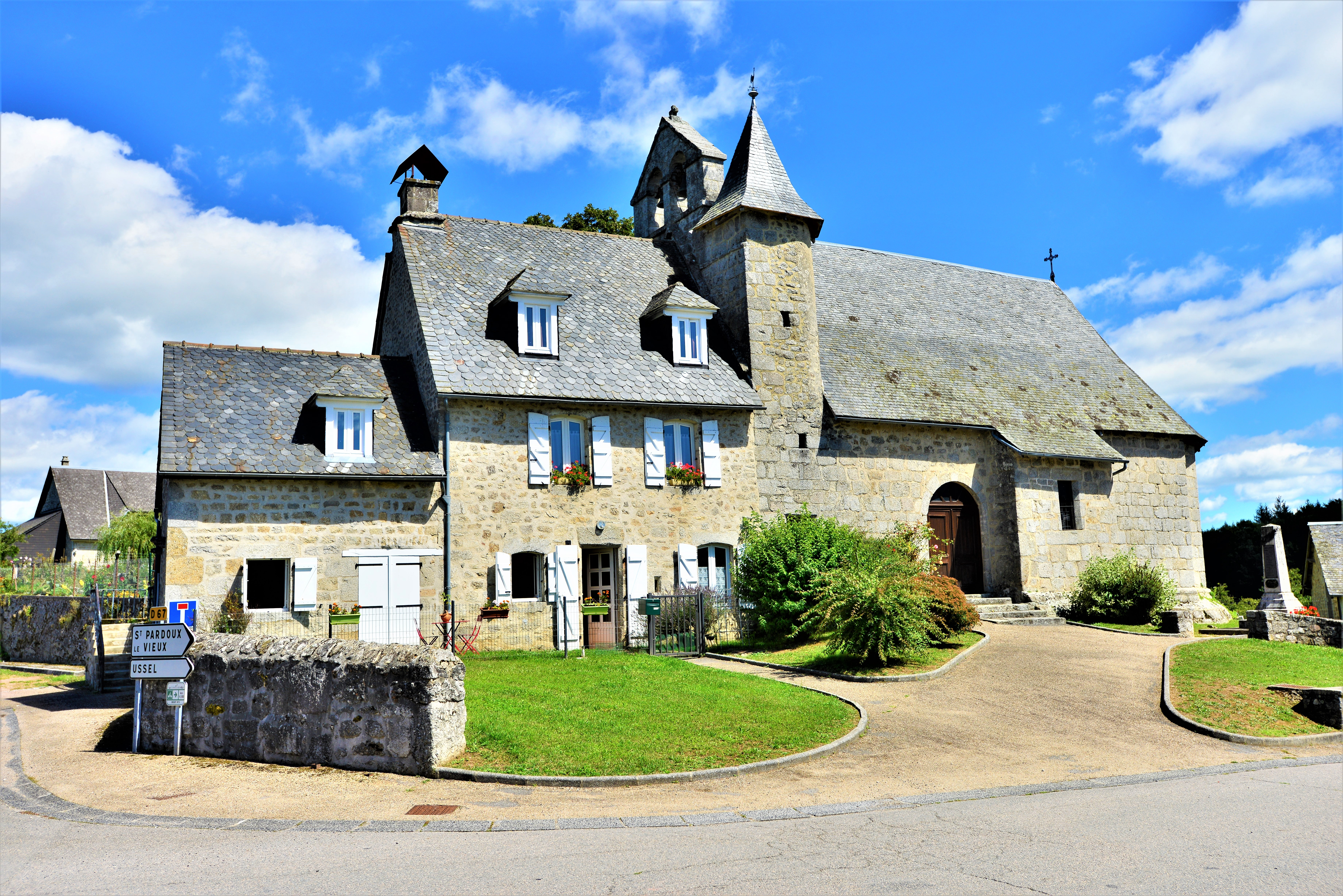
Kirche Saint-Clair und Pfarrhaus